# Friedrich Welskop
Friedrich Welskop (* 14. Oktober 1898 in Eickel oder in Wanne; † 20. Oktober 1977 in Castrop-Rauxel) war ein deutscher Jurist und Politiker (CDU).

## Leben und Beruf
Nach dem Besuch des Realgymnasiums und dem Abitur 1917 am Gymnasium begann Welskop ein Studium der Rechts- und Staatswissenschaften sowie der Volkswirtschaft an der Rheinischen Friedrich-Wilhelms-Universität Bonn. 1918 nahm er als Soldat am Ersten Weltkrieg teil. Er setzte 1919 sein Studium an der Westfälischen Wilhelms-Universität in Münster fort, das er mit beiden juristischen Staatsexamen sowie 1921 mit der Promotion zum Dr. jur. in Gießen beendete. Seit 1924 war er als Rechtsanwalt und Notar in Castrop-Rauxel tätig. Hier fungierte er seit 1927 als Vorstandsvorsitzender der Volksbank eGmbH. 1944/45 nahm er als Soldat am Zweiten Weltkrieg teil, aus dem er schwerverwundet heimkehrte. Später stand er dem örtlichen Anwaltsverein in Castrop-Rauxel vor. Des Weiteren war er seit 1953 Vorstandsmitglied der Anwaltskammer im Bezirk des Oberlandesgerichtes Hamm.

## Partei
Welskop beantragte am 26. Juli 1937 die Aufnahme in die NSDAP und wurde rückwirkend zum 1. Mai desselben Jahres aufgenommen (Mitgliedsnummer 4.881.634). 1946 schloss er sich der CDU an und war seit 1952 Vorsitzender des CDU-Kreisverbandes Castrop-Rauxel.

## Abgeordneter
Welskop war von 1928 bis 1933 Stadtverordneter in Castrop-Rauxel, hier seit 1952 erneut Ratsmitglied und Vorsitzender der CDU-Fraktion. Dem Deutschen Bundestag gehörte er von 1953 bis 1957 an. Im Parlament vertrat er den Wahlkreis Herne - Castrop-Rauxel.

## Öffentliche Ämter
Welskop war von 1929 bis 1933 ehrenamtlicher Stadtrat in Castrop-Rauxel.